# Reinhold Charpentier
Gustaf Reinhold Charpentier, född 23 juni 1817 på gården Lidboholm i Sjösås socken, Kronobergs län, död 24 februari 1886, var en svensk ämbetsman och landshövding i Västmanlands län. 
Reinhold Charpentier var kommendör av Nordstjärneorden. Han var gift med Ebba Elisabet Sutthoff, som avled 29 december 1912 i Västerås. Paret hade åtta barn.